# Traición (film 1923)
Traición è un film muto del 1923 diretto da Carlos F. Borcosque che ne firmò anche la sceneggiatura insieme a Manuel Gatica.